# Lluïsa Botet i Mundi
Lluïsa Botet y Mundi (Cassá de la Selva, 2 de febrero de 1884 - Valencia, 1941) fue una pintora y grabadora española especializada en retratos y escenas costumbristas.

## Biografía[2]
Era hija de Rita Mundi y de Domènec Botet y Carreras, subinspector de sanidad militar que en 1883 pidió un permiso de excedencia de dos años para ir destinado a Cassá de la Selva.
Estudió en la Escuela Politécnica de Cassá de la Selva, donde fue alumna de Pilar Vilaret y Puig, y posteriormente amplió su formación artística en la Escuela de Bellas Artes de Barcelona y en la Escuela Superior de Pintura, Escultura y Grabado de Madrid donde entró por oposición. En esta escuela fue alumna de Emilio Sala y de Antonio Muñoz Degrain en pintura y de Ricardo de los Ríos en grabado. En tres años consiguió el título de profesora de dibujo en las especialidades de pintura y grabado y por oposición obtuvo dos premios en metálico y tres medallas. Igualmente, fue discípula del pintor decorador Pablo Béjar, del pintor y del grabador Carlos Verger.
Al cumplir dieciocho años, el Centro Republicano de Cassá de la Selva le compró un retrato de Nicolás Salmerón para su salón biblioteca.
Se dio a conocer con una exposición individual en la Sala Parés de Barcelona en 1905, presentando cinco retratos y varios paisajes que recibieron buenas críticas. Un año después, compareció en la I Exposición de Bellas Artes de Artistas Independientes que organizó el Círculo de Propietarios de Gracia, en Barcelona. En 1908 presentó su obra Gitana en la Exposición Hispano-Francesa de Zaragoza, con la que recibió una mención honorífica. En 1910 participó en la Exposición Nacional de Bellas Artes de Madrid, con dos óleos, ¡Amparanoia Dios mío! y Baile gitano, un autorretrato al pastel y tres grabados. Un año más tarde expuso en la muestra Internacional de Roma y en la VI Exposición Internacional de Arte que se hizo en el Palacio Municipal de Bellas Artes de Barcelona, donde presentó tres aguafuertes El Jueves Santo en Cassá de la Selva, Autorretrato de van Dyck y Busto de Viejo y la pintura Gitanilla.
En 1910, fue, junto a Marcelina Poncela, Paz Eguía Lis,  Carmen Alcoverro y Pilar Montaner Maturana, una de las mujeres que participaron en la fundación de la Asociación Española de Pintores y Escultores, creada a principios del siglo XX con el fin de apoyar, proteger y desarrollar el arte español.
En 1912 ilustró la novela Precocidad de Gualterio M. Seco y en 1915 ganó por oposición la plaza de profesora de dibujo geométrico y artístico en la Escuela de Adultas de Valencia. También en Valencia, la nombraron socia honoraria del Círculo de Bellas Artes. Ese mismo año tomó parte de la Exposición Nacional de Bellas Artes de Madrid, con un retrato.
Realizó una exposición individual en 1917 en el Círculo de Bellas Artes de Valencia. El retrato de su padre fue muy elogiado.
En 1920 participó en la primera edición del Salón Otoñal de Artistas Independientes de Madrid, organizado por la Asociación de Pintores y Escultores, que se hizo en el Palacio de Exposiciones del Parque del Retiro y en el que expusieron muchas artistas. Ese mismo año también tomó parte en la Exposición Nacional de Madrid, con el óleo El ensayo. Dos años después volvía a participar en este Salón de Otoño y en 1926 expuso en la Exposición Nacional de Bellas Artes de Madrid la obra Goyesca.
Fuera de España, expuso con éxito en Roma, Buenos Aires, Ciudad de México, Londres. Su obra, reconocida por el público y por los expertos, era alabada por su sencillez aparente, con un lenguaje sin exageraciones ni convencionalismos, pero con una gran solidez técnica tanto en composición y dibujo como el uso del color.
La última noticia que se conoce de Lluïsa Botet es su participación en la Exposición de Pintura de Valencia del año 1936, organizada por la Alianza de Intelectuales para la Defensa de la Cultura.

## Exposiciones

### Exposiciones individuales
- 1906. Sala Parés, Barcelona.
- 1911. Sala Parés, Barcelona.
- 1913. Salón Iturrioz, Madrid.
- 1914. Sala Athenea, Girona.
- 1915. Círculo de Bellas Artes, Madrid.
- 1917. Círculo de Bellas Artes de Valencia.
- 1917. Academia de Bellas Artes de Sabadell.[14]
- 1917. Salón Sabater, Tarrasa.[4]
- 1918. Salón Iturrioz, Madrid. Presenta el tríptico La vida de la Virgen.
- 1918. Galerías Layetanas, Barcelona.
- 1918. Salón Sabater, Terrassa.